# Ankestyrelsen
Ankestyrelsen er et statsligt, uafhængigt organ under Social- og Ældreministeriet, der fungerer som landets øverste klageinstans og praksiskoordinerende myndighed på velfærdsområdet. Styrelsen har omkring   600 ansatte, hvoraf  hovedparten er jurister. Navnet kan forekomme misvisende, da det er et uafhængigt organ og derfor ikke en styrelse (direktorat). Styrelsen minder således om en domstol og fungerer også uafhængigt af andre myndigheder. Årligt afgør Ankestyrelsen omkring  50.000 sager.
I 2017 afgjordes der omkring 
- 26.400 kommunale sager
- 14.700 arbejdsskadesager
- 3.400 sager fra Udbetaling Danmark
- 5.700 sager på familierets- og børneområdet
- 2.400 sager i de seks nævn
- 1.700 sager i det kommunale og regionale tilsyn
- 700 andre sager, blandt andet om ikke-forsikrede ledige.[5]

Desuden var der 4.457 sager, som bortfaldt – for eksempel fordi klagefristen var overskredet.
Fra 4. januar 2012 er det f.eks. Ankestyrelsens Familieretsafdeling, der afgør hvilke trossamfund, der kan godkendes.[kilde mangler] Det Rådgivende Udvalg vedrørende Trossamfund skal udtale sig, inden Ankestyrelsen kan godkende et trossamfund.[kilde mangler]
Ankestyrelsen blev oprettet i 1973 og hørte dengang under Socialministeriet. Siden hen er flere opgaver kommet til, bl.a. som følge af Serviceloven. Styrelsen løser også opgaver for Beskæftigelsesministeriet, idet den fungerer som klageinstans for afgørelser truffet af Arbejdsskadestyrelsen. I 2005 skiftede styrelsen navn fra Den Sociale Ankestyrelse som følge af de mange nye opgaver.

## Tilsyn
Ankestyrelsen har beføjelse til at føre tilsyn med bl.a. kommuner og regioner: 
- Kommunale og regionale forvaltningsretssager
- Tilsyn med sektorlovgivning
- Kommunale og regionale aktindsigtssager
- Kommunal- og myndighedsfuldmagt
- Kommunal og regional styrelse
- Særlige godkendelsesbeføjelser
- Sager efter retssikkerhedsloven om handlekommuner og mellemkommunal refusion
- Anmeldelsesmyndighed ved Folketingsvalg

## Ekstern henvisning
- Ankestyrelsen – Officiel hjemmeside

55°39′10″N 12°32′48″Ø / 55.65271347°N 12.546591°Ø